# مارسان
مارسان (به لاتین: Marsan) یک منطقه مسکونی در جمهوری آذربایجان است که در شهرستان قاخ واقع شده است. مارسان ۷۷۵ نفر جمعیت دارد.